# Mestosoma boliviae
Mestosoma boliviae är en mångfotingart som först beskrevs av Chamberlin 1957.  Mestosoma boliviae ingår i släktet Mestosoma och familjen orangeridubbelfotingar. Inga underarter finns listade i Catalogue of Life.